# بلا كاتونا
بلا كاتونا (بالمجرية: Katona Béla)‏ هو ملحن وعازف كمان مجري، ولد في 1920، وتوفي في 7 فبراير 2018 في لندن في المملكة المتحدة.